# بحيرة إنكيرين
بحيرة دكيرين هي بحيرة تقع في بلديتي تريسيل وإنجدرال في مقاطعة هدمارك،النرويج.